# Villamalea
Villamalea és un municipi situat al nord de la província d'Albacete.
Aquest municipi s'ha posat com exemple de bona convivència entre diverses comunitats. El 2025 tenia un 25% de la població d'orígen estranger, formada per 32 nacionalitats, principalment romanesa i marroquina. S'organitzaven visites de la comunitat catòlica a la mesquita i de la comunitat musulmana a l'església per afavorir la convivència.

## Demografia
| 1900  | 1910  | 1920  | 1930  | 1940  | 1950  | 1960  | 1970  | 1981  | 1991  | 2001  | 2006  |
| ----- | ----- | ----- | ----- | ----- | ----- | ----- | ----- | ----- | ----- | ----- | ----- |
| 2.028 | 2.419 | 2.776 | 3.407 | 3.717 | 3.863 | 4.028 | 3.476 | 3.361 | 3.275 | 3.570 | 3.986 |

## Administració
| Període      | Nom de l'alcalde/-essa        | Partit polític | Data de possessió |
| ------------ | ----------------------------- | -------------- | ----------------- |
| 1979 - 1983  | Mario Fernández García        | PCE            | 19/04/1979        |
| 1983 - 1987  | Pedro Campos                  | PCE            | 28/05/1983        |
| 1987 - 1991  | Federico Zafra                | AP/PP          | 30/06/1987        |
| 1991 - 1995  | Jacinto López Descalzo        | PSOE           | 15/06/1991        |
| 1995 - 1999  | Jacinto López Descalzo        | PSOE           | 17/06/1995        |
| 1999 - 2003  | Jacinto López Descalzo        | PSOE           | 03/07/1999        |
| 2003 - 2007  | Jacinto López Descalzo        | PSOE           | 14/06/2003        |
| 2007 - 2011  | Félix Diego Peñarrubia Blasco | PP             | 16/06/2007        |
| 2011 - 2015  | Cecilio González Blasco       | PSOE           | 11/06/2011        |
| 2015 - 2019  | Cecilio González Blasco       | PSOE           | 13/06/2015        |
| 2019 - 2023  | Ana Teresa García Lozano      | PSOE           | 15/06/2019        |
| Des del 2023 | José Núñez Pérez              | PP             | 17/06/2023        |